# Света Троица (Горна Белица)
Вижте пояснителната страница за други значения на Света Троица.
„Света Троица“ (на македонска литературна норма: „Света Троица“) е православна църква край стружкото село Горна Белица, Северна Македония, част от Стружкото архиерейско наместничество на Дебърско-Кичевската епархия на Македонската православна църква – Охридска архиепископия.
Църквата е разположена много високо в планината Чума, част от Ябланица, на 1857 m надморска височина в местността Парумба (на арумънски Гълъбица). Осветена е на 28 септември 1998 година от митрополит Тимотей Дебърско-Кичевски. Храмът празнува на Духовден, на който, заради разположението му високо в планината, се събират много хора от околните селища. Изписан е от Лазар Лекович.